# Vol 4590 d'Air France
El vol 4590 d'Air France fou un vol xàrter internacional, que va sortir de l'Aeroport de París-Charles de Gaulle amb destinació a l'Aeroport Internacional de Newark Liberty, Nova Jersey, Estats Units d'Amèrica, operat per un avió Aérospatiale-BAC Concorde. El 25 de juliol de 2000 a les 15:43 UTC, un dels neumàtics de l'aeronau que operava el vol aquell dia (un avió amb registre F-BTSC) va trepitjar durant la maniobra d'enlairament un residu metàl·lic que es trobava a la pista. Com a conseqüència, residus del pneumàtic van ser impulsat cap amunt i va provocar el trencament d'un dels dipòsits de combustible de l'avió. El posterior incendi i la fallida del motor alimentat pel combustible d'aquell dipòsit van provocar la caiguda de l'avió dos minuts després de l'enlairament, sobre un hotel situat a prop de Gonesse, morint a l'accident les 109 persones que es trobaven a bord de l'avió i quatre persones més que eren a l'hotel. Una altra persona que s'hi trobava a l'hotel va resultar ferida crítica i va ser traslladada a un hospital.
El vol havia estat contractat per l'empresa alemanya Peter Deilmann Cruise. Els passatgers del vol tenien com a destí el creuer MS Deutschland d'aquesta companyia, que es trobava a la ciutat de Nova York, per a fer un viatge de 16 dies que els havia de dur a Manta, a l'Equador. Va ser l'únic accident fatal d'un Concorde durant els 27 anys operacionals d'aquest tipus d'aparell.

## Aeronau i tripulació
L'aeronau implicada era un aparell de 25 anys del tipus Aérospatiale-BAC Concorde, amb registre F-BTSC, número de sèrie 203, que va fer el seu primer vol el 31 de gener de 1975 amb registre provisional F-WTSC. L'aeronau va ser adquirida per Air France el 6 de gener de 1976. Estava equipat amb quatre motors turbojet Rolls-Royce Olympus 593/610, amb sistema de post-combustió. La última revisió programada de l'aeronau havia tingut lloc el 21 de juliol de 2000, quatre dies abans de l'accident, sense que s'informés de cap problema durant la revisió. En el moment de l'accident, l'aeronau havia volat un total d'11.989 hores i hi havia fet 4.873 cicles d'enlairament i aterratge.:21–35
La tripulació de cabina estava formada per::18–20
- Capità: Christian Marty, de 54 anys. Treballava per a Air France des de 1967. Acumulava 13.477 hores de vol, incloent-hi 317 hores en el Concorde. Marty havia volat també els models d'avions Boeing 727, Boeing 737 i els Airbus A300, A320 i A340.
- Primer oficial (copilot): Jean Marcot, de 50 anys- Treballava per a Air France des de 1971 i acumulava 10.035 hores de vol, incloent-hi 2.698 hores en el Concorde. També havia volat els models d'avió Aérospatiale N 262, Morane-Saulnier MS.760 Paris, Sud Aviation Caravelle i Aerobús A300.
- Enginyer de vol: Gilles Jardinaud, de 58 anys. Treballava per a Air France des de 1968. Acumulava 12.532 hores de vol, incloent-hi 937 hores en el Concorde. Jardinaud també havia volat els models d'avió Sud Aviation Caravelle, Dassault Falcon 20, Boeing 727, 737 i 747 (incloent-hi la variant -400).

## Accident
La investigació posterior a l'accident va revelar que l'aeronau tenia el pes màxim de l'enlairament, o lleugerament per sobre, indicats per a la temperatura ambient i per la resta de condicions d'enlairament, i un sobrepès de 810 kg sobre el pes màxim estructural,:32,159 disposat de tal manera que el centre de gravetat estava a la vora del límit de l'enlairament.:159 La transferència de combustible durant el rodatge va deixar el dipòsit alar número 5 al 94% de la seva capacitat.:118 Un separador de 30 centímetres, que manté normalment l'alineació del tren d'aterratge esquerre, no s'havia situat al seu lloc arran del darrer manteniment. La BEA va concloure que aquest fet no havia contribuir a l'accident.:155 El vent a l'aeroport era lleuger i variable aquell dia, i es va informar a la tripulació de cabina que la força del vent era de 8 nusos (15 km/h) i vent de cua en el moment de alinear-se l'avió amb la pista 26R.:17,170
Cinc minuts abans de la sortida del Concorde, un avió McDonnell Douglas DC-10-30 de l'aerolínia Continental Airlines s'havia enlairat per la mateixa pista i amb destinació a l'aeroport internacional de Newark. Durant la seva carrera d'enlairament havia perdut una peça d'aliatge de titani que formava part de la comporta del motor, identificada com una peça de desgast de 435 mm de llarg, de 29 a 34 mm d'ample i 1,4 mm de gruix.:17,107 El Concorde va passar sobre aquesta peça durant la seva sortida, fet que va provocar l'esclat d'un dels seus pneumàtics, ejectant-se un gran tros de pneumàtic d'uns 45 kg contra la part inferior de l'ala esquerra de l'avió a una velocitat estimada d'uns 140 metres per segon.:115 No va perforar directament cap dels tancs de combustible, però va enviar una ona de xoc a pressió que va trencar el dipòsit de combustible número 5 pel punt més feble, just a sobre del tren d'aterratge. La fugida de combustible que sortia del fons de l'ala va fer, molt probablement, que el combustible s'encengués, o potser ho va fer a causa d'una espurna elèctrica en l'espai d'allotjament del tren d'aterratge o bé pel contacte del combustible amb parts calentes del motor.:120–123 Els motors números 1 i 2 (els de l'ala esquerra) van augmentar i després van perdre tota la potència; el motor número 1 es va recuperar lentament durant els següents segons.:17 Es va desenvolupar una gran flamarada i l'enginyer de vol va apagar el motor número 2 en resposta a un avís d'incendi i a les ordres del comandament.:166
El controlador de trànsit aeri Gilles Logelin va veure les flames abans que el Concorde aixequés el vol i va informar la tripulació de cabina per ràdio.:17 No obstant això, l'avió havia depassat en aquell moment la velocitat V1, moment en què es considera que no és segur avortar l'enlairament. L'avió no va guanyar suficient velocitat amb els tres motors restants, ja que el dany a la porta del tren d'aterratge va impedir la retracció del tren d'aterratge.:134–135 L'avió no va poder remuntar el vol ni accelerar i la seva velocitat va anar defallint durant el seu breu vol.:33–37 El foc va causar danys a l'estructura de l'ala, que va començar a desintegrar-se, fosa per les temperatures extremadament altes. El motor número 1 va tornar a augmentar de potència, però aquesta vegada no va poder recuperar-se, proporcionant a l'avió un impuls asimètric, que va provocar un gir de l'avió sobre el seu eix llarg de més de 100 graus. La tripulació va reduir la potència dels motors 3 i 4 en un intent d'anivellar l'aeronau, però van perdre el control a causa de la caiguda de la velocitat i l'avió va entrar en pèrdua, estavellant-se contra l'hotel Hôtelissimo Les Relais Bleus. L'hotel és a prop de l'aeroport i adjacent a una intersecció coneguda com la patte d'oie de Gonesse, a la vora de les carreteres radials D902 i D317.
La tripulació estava intentant desviar-se cap al proper Aeroport de París-Le Bourget. Els investigadors de l'accident van declarar que un aterratge segur hauria estat altament improbable en aquest aeroport, atès el trajecte de vol de l'avió. El gravador de veu de la cabina (CVR) va gravar les últimes paraules intel·ligibles de les converses de cabina.

## Víctimes
Com a conseqüència de l'estavellament de l'avió, van morir tots els passatgers i la tripulació de l'aeronau, a més de quatre empleats de l'hotel Hôtelissimo. La majoria dels passatgers eren turistes alemanys de ruta a Nova York per a un creuer.
| Nacionalitat | Passatgers | Tripulació | Terra | Total |
| ------------ | ---------- | ---------- | ----- | ----- |
| Àustria      | 1          | —          | 1     |       |
| Dinamarca    | 2          | —          | —     | 2     |
| França       | —          | 8          | —     | 8     |
| Alemanya     | 96         | 1          | —     | 97    |
| Estats Units | 1          | —          | —     | 1     |
| Algèria      | —          | —          | 1     | 1     |
| Maurici      | —          | —          | 1     | 1     |
| Polònia      | —          | —          | 2     | 2     |
| Total        | 100        | 9          | 4     | 113   |

## El Concorde aturat
Fins a l'accident del vol 4590 d'Air France de l'any 2000, el Concorde havia estat considerat entre els avions més segurs del món. El xoc del Concorde va contribuir al final de la carrera comercial de l'avió.
Uns dies després de l'accident, tots els Concordes van ser aturats a terra, a l'espera d'una investigació sobre la causa de l'accident i de les possibles actuacions sobre els avions derivades dels informes tècnics.
L'ús del Concorde per part d'Air France havia estat un negoci deficitari, però s'havia afirmat que l'avió s'havia mantingut en servei per una qüestió d'orgull nacional. British Airways (BA) va informar que havia obtingut beneficis en les seves operacions con el Concorde. D'acord amb Jock Lowe, un pilot del Concorde, fins l'accident del vol 4590 d'Air France, l'operació Concorde de British Airways havia obtingut un benefici net mitjà per any de prop de 30 milions de lliures esterlines (equivalents a uns 50 milions actuals). El servei comercial es va reprendre el novembre del 2001, després d'uns treballs de millora de la seguretat que van costar prop de 17 milions de lliures esterlines (uns 28 milions de lliures esterlines actuals), permeten els vols del Concorde fins a la retirada de tots els aparells el 2003.

## Investigació
La investigació oficial va ser conduïda per l'agència d'investigació d'accidents aeris de França, la BEA (Bureau d'Enquêtes et d'Analyses pour la Sécurité de l'Aviation Civile). L'informe final va ser emès el 16 de gener de 2002.

### Conclusions
La BEA va concloure que:
- L'avió anava sobrecarregat en 810 kg respecte del pes màxim a l'enlairament segur (MSTW). No hi va haver cap repercussió significativa d'aquest excés en la maniobra d'enlairament.[4]:159
- Després d'aconseguir la velocitat de l'enlairament, el pneumàtic de la roda número 2 es va tallar debut a una tira metàl·lica (una tira de desgast) situada a la pista, que havia caigut de la porta del inversor de potència del motor número 3 d'un DC-10 de Continental Airlines, que s'havia enlairant per la mateixa pista cinc minuts abans.[4]:102[30] Aquesta tira de desgast havia estat reemplaçada a Tel-Aviv, Israel, durant una verificació de manteniment de tipus C realitzada l'11 de juny de 2000, i després a Houston, Texas, el 9 de juliol de 2000. La peça instal·lada a Houston no havia estat ni fabricada ni instal·lada d'acord amb els procediments definits pel fabricant de l'avió.[4]:105–107,171,174
- L'avió Concorde era navegable i la tripulació tenia la qualificació necessària. El tren d'aterratge que més tard no es va retractar no havia mostrat problemes greus en el passat. Tot i que la tripulació estava formada i certificada, no existia cap pla per a la fallida simultània de dos motors a la pista, ja que es considerava molt poc probable.
- L'avortament de l'enlairament hauria provocat una carrera a gran velocitat per la pista i un col·lapse del tren d'aterratge, provocant també que l'avió s'estavellés.
- Donat que dos dels motors tenien problemes i un d'ells estava apagat, el dany estructural de l'avió era tan greu que el xoc hauria estat inevitable, malgrat que els altres dos motors funcionaven normalment.

## Incidents anteriors de pneumàtics

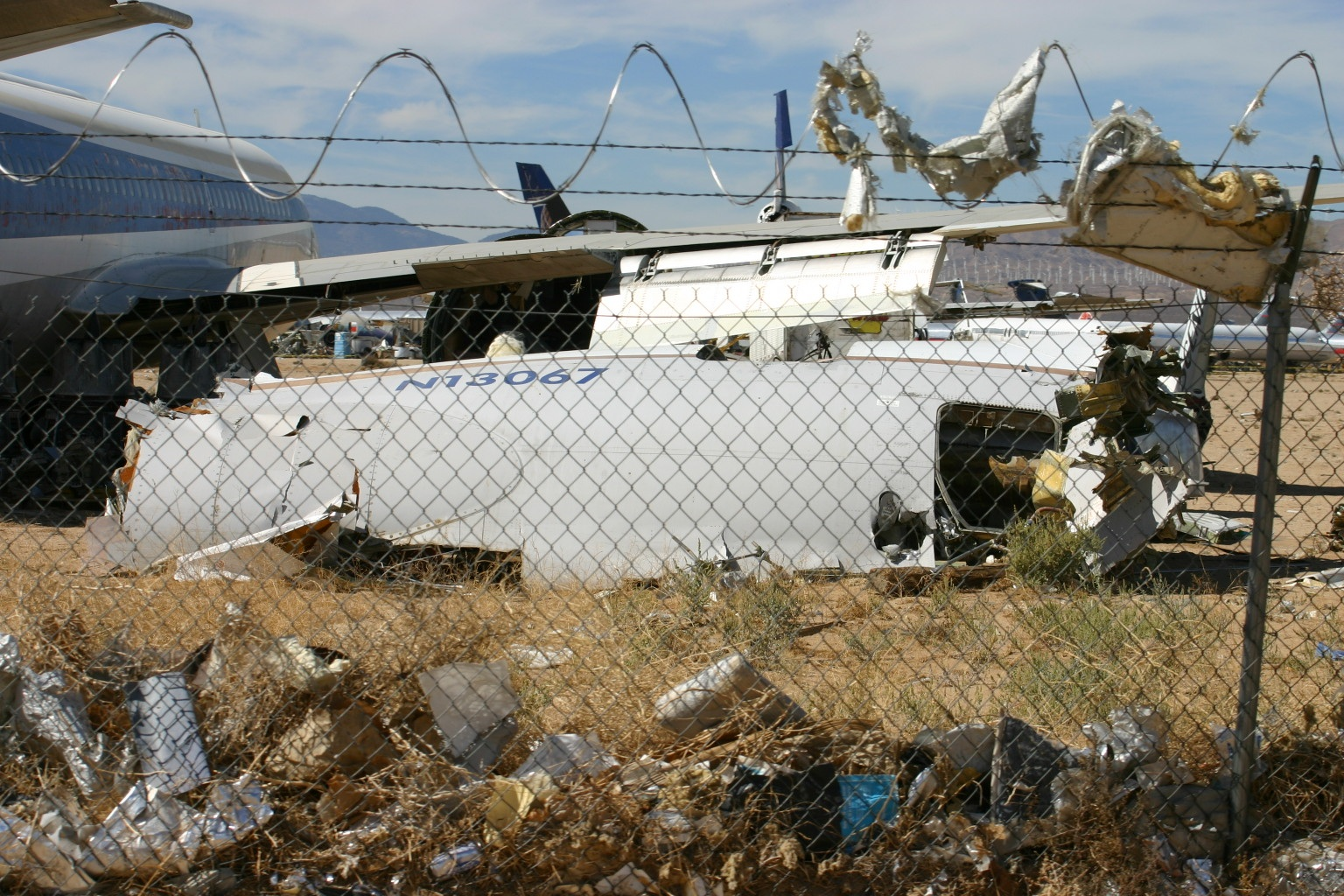
N13067, el DC-10 implicat va ser desballestat a Mojave, Califòrnia, el 2002

En novembre de 1981, l'agencia National Transportation Safety Board (NTSB) estatunidenca va enviar una carta mostrant la seva preocupació a la BEA francesa, incloent-hi recomanacions de seguretat per al Concorde. Aquest comunicat va ser el resultat de les investigacions de la NTSB sobre quatre incidents del Concorde d'Air France durant un període de 20 mesos, entre juliol de 1979 i febrer de 1981. La NTSB va qualificar aquests incidents com "potencialment catastròfics", ja que van ser causats per pneumàtics esclatats durant l'enlairament. Durant els seus 27 anys de servei, el Concorde havia tingut uns 70 incidents relacionats amb els pneumàtics o les rodes, set dels quals van causar danys greus a l'avió o van ser potencialment catastròfics:
- 13 de juny de 1979: els pneumàtics número 5 i 6 van esclatar durant un enlairament de l'Aeroport Internacional de Washington Dulles. Fragments de pneumàtic i de llanta van danyar el motor número 2, van perforar tres dipòsits de combustible, van tallar diverses línies hidràuliques i els cables elèctrics i van fer un gran forat a la part superior de l'ala sobre la zona del pou de la roda.
- 21 de juliol de 1979: un altre incident de pneumàtics durant l'enlairament de l'aeroport de Dulles. Després d'aquest segon incident, el director general d'aviació civil francesa va emetre una directiva sobre la seguretat de l'aparell i Air France va publicar una actualització d'informació tècnica, amb ambdós departaments demanant procediments de revisió. Es va incloure la inspecció obligatòria de cada roda i la revisió de condició d'idoneïtat dels pneumàtics, així com la mesura de la pressió i temperatura abans de cada enlairament. A més, es va informar a les tripulacions que el tren d'aterratge no es podia aixecar si se sospitava un problema de rodes o pneumàtics.
- Agost de 1981: un avió de la British Airways (BA) que s'enlairava de Nova York va patir una explosió d'un pneumàtic, a conseqüència de la qual va resultar danyada la porta del tren d'aterratge, el motor i el dipòsit de combustible.[32]
- Novembre de 1985: un pneumàtic d'un avió de la BA va esclatar sortint de Heathrow, causant danys a la porta del tren d'aterratge i al dipòsit de combustible. Dos motors van resultar danyats com a conseqüència de l'accident.[32]
- Gener de 1988: un avió de la BA que s'enlairava de Londres Heathrow va perdre 10 perns del tren d'aterratge, que van perforar un dipòsit de combustible.[32]
- Juliol de 1993: un pneumàtic d'un avió de la BA va esclatar durant l'aterratge a Heathrow, causant una ingesta de restes considerable pel motor número 3, danyant el tren d'aterratge i les ales i perforant un dipòsit de combustible buit.[33]
- Octubre de 1993: un pneumàtic d'un avió de la BA va esclatar durant la maniobra d'aparcament a Heathrow, perforant les ales, danyant els tancs de combustible i provocant una fuita important de combustible.[34]

Tractant-se d'un avió en ala delta, el Concorde no va equipat ni amb flaps ni amb slats, que es fan servir normalment per ajudar a l'enlairament i l'aterratge, requerint una velocitat d'aire i de carrera significativament superior durant el rodatge respecte a un avió de línia convencional. Aquesta major velocitat augmentava potencialment el risc d'explosió de pneumàtics durant l'enlairament. Quan els pneumàtics explotaven, els fragments resultants portaven molta més energia cinètica que en altres avions, augmentant el risc de danys greus a l'aparell.

## Modificacions i reactivació
L'accident va provocar modificacions al Concorde, incloent-hi controls elèctrics més segurs, folre de Kevlar per als dipòsits de combustible i pneumàtics resistents a l'explosió, especialment desenvolupats per aquest model d'avió.
No obstant això, l'accident del Concorde d'Air France va conduir al cessament de l'ús d'aquest model d'avió. Just abans que es reprengués el servei, es van produir els atacs de l'11 de setembre de 2001, que van provocar un descens notable del nombre de passatgers i van contribuir a la finalització dels vols del Concorde. Air France va aturar els seus vols el maig de 2003 i British Airways ho va fer a l'octubre del mateix any.
En juny de 2010 dos grups van intentar, sense èxit, revifar el Concorde per vols nostàlgics coincidint amb els Jocs Olímpics de 2012: el grup britànic Save Concorde, SCG, i el grup francès Olympus 593 van intentar obtenir quatre motors Rolls-Royce Olympus del Museu de l'Aire i l'Espai de Le Bourget.

## Investigació penal
Les autoritats franceses van iniciar el març de 2005 una investigació criminal que involucrava Continental Airlines, pels residus d'un avió d'aquesta companyia que van caure a la pista. El setembre, Henri Perrier, antic enginyer de la divisió Concorde d'Aérospatiale en el moment de la primera prova de vol, l'any 1969, i director del programa en els anys vuitanta i principis dels noranta, va ser sotmès a una investigació formal.
En març de 2008, Bernard Farret, fiscal adjunt de Pontoise, als afores de París, va demanar als jutges que acusessin d'homicidi a Continental Airlines i a dos dels seus empleats -John Taylor, el mecànic que va substituir la tira de desgast del DC-10 i el seu cap, Stanley Ford- al·legant negligència en la forma de dur a terme la reparació. Continental va negar els càrrecs i va declarar al judici que estava sent utilitzat com a boc expiatori per part de la BEA. L'aerolínia va suggerir que el Concorde "ja estava en flames quan les seves rodes van colpejar la tira de titani i que al voltant de 20 testimonis presencials havien confirmat que l'avió semblava estar en flames immediatament després que comencés la seva carrera d'enlairament".
Al mateix temps, es van imposar càrrecs a Henri Perrier, cap del programa Concorde d'Aérospatiale, Jacques Hérubel, enginyer en cap de Concorde i Claude Frantzen, cap de la Direcció General d'Aviació Civil francesa, l'organisme regulador de la companyia aèria francesa. Es va al·legar que Perrier, Hérubel i Frantzen sabien que els tancs de combustible de l'avió podien ser susceptibles de danys per objectes estranys, però no obstant això van permetre volar l'aparell.
El judici es va dur a terme en un tribunal parisenc entre febrer i desembre de 2010. Continental Airlines va ser considerada criminalment responsable de l'accident. Va ser multada amb 200.000 € (271.628 dòlars) i va ordenar pagar a Air France 1 milió d'Euros. Taylor va rebre una condemna de suspensió de 15 mesos, mentre que els càrrecs contra Ford, Perrier, Hérubel i Frantzen van ser totalment desestimats. El tribunal va dictaminar que l'accident es va iniciar per causa d'una peça de metall d'un jet de Continental que va caure a la pista; l'objecte va perforar un pneumàtic del Concorde i va trencar un tanc de combustible. El veredicte va ser anul·lat per un tribunal francès d'apel·lació el novembre de 2012, cancel·lant així la responsabilitat penal de Continental i de Taylor.
El tribunal parisenc també va dictaminar que Continental havia de pagar el 70% de les reclamacions d'indemnització. Atès que Air France ha pagat uns 100 milions d'Euros a les famílies de les víctimes, Continental hauria de pagar la seva part d'aquesta compensació. El tribunal d'apel·lació francès, mentre anul·lava les sentències penals part del jutjat parisenc, va reafirmar la condemna civil i va sentencia que Continental era la responsable de les reclamacions d'indemnització.

## Teories alternatives
Investigadors britànics i antics pilots francesos del Concorde van analitzar dos factors que la BEA va trobar com de conseqüències insignificants: una distribució de pes desequilibrada en els tancs de combustible i un tren d'aterratge trencat. Van arribar a la conclusió de que el Concorde es va desviar en la seva carrera al llarg de la pista, la qual cosa va reduir la velocitat d'enlairament per sota del mínim crucial. John Hutchinson, que havia estat capità del Concorde durant 15 anys amb British Airways, va acusar Air France de negligència.
El Concorde havia anat en direcció a un Boeing 747 d'Air France que portava al llavors president francès Jacques Chirac, que tornava de la 26a cimera del G8 a Okinawa, Japó, que estava molt més endavant en la pista d'enlairament del Concorde. Només llavors va trepitjar la tira metàl·lica del DC-10.
El Concorde no tenia l'espaiador situat a la banda principal esquerra del tren d'aterratge. Això va comprometre l'alineació del tren d'aterratge i el feix i els engranatges que permeten tres graus de moviment possibles en qualsevol direcció. La càrrega desigual dels tres restants pneumàtics de la pota esquerra esbiaixava el tren d'aterratge, deixant marques de quatre pneumàtics a la pista que mostraven que l'avió es dirigia cap a l'esquerra. Air France va descobrir que el seu personal de manteniment no havia substituït ni renovat el separador, que es va trobar en un taller després de l'accident.

## Memorial
Es va aixecar un monument en honor de les víctimes a Gonesse. El monument consisteix en un tros de vidre transparent amb una peça de l'ala d'una aeronau que el traspassa. Un altre monument memorial, de 6.000 metres quadrats d'art topiària en forma de Concorde, es va aixecar el 2006 a Mitry-Mory, just al sud de l'aeroport Charles de Gaulle.

## Documentals i altres mitjans de comunicació
- L'aeronau Concorde que es va estavellar havia estat utilitzada per a la pel·lícula The Concorde - Airport ' 79.[58]
- La história minut a minut del vol i les causes de l'accident van ser tractats en el primer episodi de la sèrie documental de National Geographic Segons pel desastre.[59]
- NBC va transmetre un documental de la seva sèrie Dateline NBC sobre l'accident, les seves causes, i el seu llegat, el 22 de febrer de 2009.[60]
- Channel 4 i Discovery Channel Canada van emetre un documental anomenat Concorde's Last Flight.[61]
- Smithsonian Channel va emetre un documental de 90 minuts el 2010.[62]
- L'accident i la posterior investigació es van presentar en el 7è episodi durant la temporada 14a de la sèrie documental Mayday (coneguda també com a Air Crash Investigation), titulat "Concorde: en flames", primera emissió el gener de 2015.[63]

### BEA
Accident del 25 de juliol de 2000 a la patte d'oie de Gonesse (95) del Concorde amb matrícula F-BTSC, operat per Air France Arxivat 2021-08-07 a Wayback Machine. (PDF), BEA:
1. ↑  Pàgina 32: "El pes estructural màxim en l'enlairament és de 185.070 kg. Sembla que l'avió va ser lleugerament sobrecarregat en l'enlairament".
2. ↑  Pàgina 159: "14h40m01s ... que, per a la tripulació, el pes de l'avió en què es va iniciar l'enlairament era de 185.880 kg, per un MTOW de 185.070 kg".
3. ↑  Secció 1.16.7.3 "El combustible del dipòsit 5" (pàgina 118): "Tenint en compte aquests càlculs, podem considerar que la quantitat de combustible del dipòsit 5 era pràcticament la que s'havia carregat en plataforma, la qual cosa representa al voltant del 94% del volum total del dipòsit".
4. ↑  Pàgina 155: "En conclusió, res de la investigació realitzada indica que la carència del separador va contribuir en cap manera a l'accident del 25 de juliol de 2000".
5. ↑  Secció 2.2 "Accions de la tripulació" (p. 166): "L'entorn excepcional descrit anteriorment va portar al Primer Oficial a aturar el motor. Això va ser confirmat immediatament per l'ordre del capità corresponent al procediment d'incendi del motor".